# 1972
Évszázadok: 19. század – 20. század – 21. század
Évtizedek: 1920-as évek – 1930-as évek – 1940-es évek – 1950-es évek – 1960-as évek – 1970-es évek – 1980-as évek – 1990-es évek – 2000-es évek – 2010-es évek – 2020-as évek
Évek: 1967 – 1968 – 1969 – 1970 –  1971 – 1972 – 1973 – 1974 – 1975 – 1976 – 1977

## Események
- január 1. – Hivatalba lép az ENSZ új főtitkára, Kurt Waldheim.
- január 13. – Ghánában a hadsereg ragadja magához a hatalmat.[1]
- január 14. – Apja, IX. Frigyes halálát követően II. Margit foglalja el a dán trónt.[2]
- január 22. – Nagy-Britannia, Írország, Dánia és Norvégia aláírja az Európai Közösséghez való csatlakozást; szeptemberben Norvégia lakossága a csatlakozás ellen szavaz.[3]
- január 25–27. – A Jugoszláv Kommunisták Szövetsége (JKSZ) II. konferenciája további harcot hirdet a nacionalizmus ellen. (Az új végrehajtó titkár Stane Dolanc.)[4]
- január 30. – Az úgynevezett véres vasárnapon tizenhárman meghalnak, amikor brit katonák tüzet nyitnak ír tüntetőkre Londonderryben.
- február 8. – VI. Pál pápa Kovács Sándor szombathelyi megyés püspököt és Klempa Sándor veszprémi apostoli kormányzót felmenti tisztségéből, míg Lékai László badacsonytomaji plébánost veszprémi apostoli kormányzóvá, Fábián Árpádot – a Pápai Magyar Intézet rektorát – szombathelyi apostoli kormányzóvá, Kádár László egri érseki titkárt veszprémi segédpüspökké, Endrey Mihályt pedig pécsi segédpüspökké nevezi ki.[5]
- február 18. – A kaliforniai legfelső bíróság eltörli a halálbüntetést.[6]
- február 21–25. – Richard Nixon pekingi útjával kezdetét veszi az enyhülés a kínai–amerikai kapcsolatokban.
- március 15. – Budapesten több százan tüntetnek a Petőfi-szobornál. (A rendőrség 88 főt előállított, 15-en börtönbüntetést kaptak.)[7]
- március 16. – A Szent István-bazilikában Ijjas József kalocsai érsek püspökké szenteli Klempa Sándort, Lékai Lászlót, Fábián Árpádot és Kádár Lászlót.[5]
- április 4. – Ausztriában megkezdődik a zwentendorfi atomerőmű építése.
- április 6. – Újabb amerikai bombázási hullám Észak-Vietnám ellen.
- április 15–16. – A Csemadok XI. országos közgyűlésének idején bejelentik a szervezet kizárását a csehszlovák Nemzeti Frontból az 1968–69-ben tanúsított „szocialistaellenes” magatartása miatt. (A szervezet számos ismert képviselőjét kizárják.)[8]
- április 27. – A Bundestagban a Willy Brandt szövetségi kancellár ellen indított bizalmatlansági indítvány (az első az NSZK történetében) nem jár sikerrel.[9]
- május 22–30. – Richard Nixon amerikai elnök hivatalos látogatást tesz a Szovjetunióban.[10]
- május 26. – Aláírják az október 3-án hatályba lépő SALT–1 szerződést.[11]
- május 30–31. – Az Észak-atlanti Tanács bonni miniszteri ülésén egyetértenek abban, hogy megkezdik a multinacionális előkészítő megbeszéléseket az Európai Biztonsági és Együttműködési Értekezlet (EBEÉ).[11]
- június 1. – Letartóztatják a Baader-Meinhof csoport három vezetőjét, Andreas Baadert, Holger Meinst és Jan-Carl Raspét, június 7-én Gudrun Esslint, június 15-én Ulrike Meinhofot.[12]
- június 3. – Életbe lép a Franciaország, az Egyesült Királyság, az Egyesült Államok és a Szovjetunió által aláírt, Berlinről szóló négyhatalmi megállapodás.[13]
- június 17. – Washingtonban a Watergate irodaházban tetten érnek öt személyt, amint a Demokrata Párt választási főhadiszállásán lehallgatóberendezést szerelnek fel. Kezdetét veszi a Watergate-botrány.
- július 2. – Hivatalos jugoszláv közlemény egy külföldről behatolt usztasa kommandó felszámolásáról.[14]
- július 3. – Békeszerződés India és Pakisztán között.
- július 17. – A hajdúdorogi görögkatolikus káptalan Timkó Imrét választja helynöknek. (Dudás Miklós, hajdúdorogi görögkatolikus püspök július 15-én, 70 éves korában hunyt el.)[5]
- július 19–21. – Az RKP országos konferenciája, ami körvonalazza az új politikai-ideológiai platform fő vonásait; megfogalmazza a „fejlődő szocialista ország” koncepcióját és átértékeli az ország nemzetközi státuszát.
- szeptember 5. – Túszdráma a müncheni olimpián.[15] (Arab terroristák túszul ejtenek tizenegy izraeli sportolót. Valamennyi túsz életét veszti, nagyobbrészt a rendőrség szabadító-akciójának következtében.)
- szeptember 16. – Vádat emelnek a Fehér Ház két munkatársa ellen a Watergate-betörés miatt, alig két hónap múlva Richard Nixont újra elnökké választják.
- szeptember 18. – A JKSZ vezetőségének a tagsághoz intézett nyílt levele „az ellenforradalom veszélyére” figyelmeztet.[16]
- szeptember 24. – Norvégiában a lakosság 54%-a népszavazáson elutasította az ország csatlakozását az Európai Unióhoz.
- október 3. – Hatályba lép a Szovjetunió és az Egyesült Államok közötti, a rakétaelhárító védelmi rendszerek  korlátozásáról szóló SALT–1 szerződés.
- október 9. – Lövöldözés a zárai gimnáziumban
- október 9–12. – A belgrádi pártaktíva támadása a szerb vezetés állítólagos „liberalizmusa” ellen. (Számos vezető lemond tisztségéről.)[17]
- október 9. – A qilakitsoq-i eszkimó múmiák felfedezése Grönlandon
- október 21. – A jugoszláv pártaktíva támadása miatt lemondanak a szerb kommunista szövetség vezetői, majd a „liberális” szlovén, vajdasági és macedón politikusok.
- november 6.
  - A Magyar Bencés Kongregáció káptalanja Szennay Andrást választja meg főapátnak.[5]
  - Jugoszlávia tiltakozik az ausztriai szlovén és horvát kisebbség helyzete miatt.[18]
- november 8. – Az NSZK és az NDK képviselői Bonnban aláírják „A Német Szövetségi Köztársaság és a Német Demokratikus Köztársaság kapcsolatainak alapjairól szóló szerződés”-t.[19]
- november 11. – Az amerikai hadsereg kivonul a Long Binh bázisáról ezzel végetér az amerikai részvétel a vietnámi háborúban.
- november 17. – Juan Perón, Argentína száműzött elnöke 18 év után ismét visszatér országába.
- november 21. – Genfben megkezdődnek a SALT–II. tárgyalások.[11]
- november 22. – Helsinkiben kezdetét veszi az EBEÉ többoldalú előkészítő megbeszélése.[11]
- november 25. – Jobboldali katonai puccs Görögországban.
- november 27. – Leonyid Iljics Brezsnyev villámlátogatásra érkezik Magyarországra, a tököli szovjet katonai reptéren váratlanul száll le. Elindulása után csak az esti órákban értesítették Kádár Jánost  erről a szovjetek, és arra kérték, hogy menjen ki Tökölre. A tárgyalásokon Brezsnyev listát nyújtott át Kádár Jánosnak, amelyen a magyar reform olyan vezető egyéniségeinek nevei szerepeltek, akiknek távozását a szovjet vezetés kéri az MSZMP-től. Kádár állítólag így szólt: „egy név hiányzik a listáról, az enyém”.[20]
- december 4. – 35 cseh író – köztük Václav Havel – petíciót intéz a köztársaság elnökéhez a politikai foglyok érdekében.[21]
- december 14. – A Bundestag másodszor is szövetségi kancellárrá választja Willy Brandtot.[22]

## Az év témái

### 1972 a filmművészetben
- május 19. – A cannes-i filmfesztiválon Jancsó Miklós Még kér a nép című filmje nyeri el a nagydíjat.[23]

### 1972 az irodalomban
- Weöres Sándor: Psyché (versek)

### 1972 a jogalkotásban
Magyarországon a világpolitikai enyhüléssel szemben a szélsőbaloldal megerősödése nyomán a korábbi reformfolyamatok megtorpantak, 1972-ben alkotmánymódosításra került sor, amelyben megerősítésre kerül a „munkásosztály marxista-leninista pártjának” vezető szerepe.

### 1972 a közlekedésben
- Megkezdődik a BMW 5-ös sorozatának gyártása.

### 1972 a légi közlekedésben
- október 13. – Lezuhan az Andokban az uruguayi rögbisek gépe.
- október 29. – Eltérítik a Lufthansa Damaszkuszból Frankfurtba tartó járatát; gép eltérítői elérik a müncheni túszdráma három túlélő terroristájának szabadon bocsátását.[15]
- december 29. – Az Eastern Air Lines 401-es járatának katasztrófája.

### 1972 a sportban
- február 3. – február 13. XI. Téli olimpiai játékok – Szapporo, Japán. 35 ország részvételével.
- június 18. – Az NSZK labdarúgó-válogatottja az Európa-bajnokság brüsszeli döntőjén 3-0-ra győzi le a Szovjetunió csapatát.
- augusztus 26. – október 16. Münchenben XX. nyári olimpiai játékokon 122 ország vesz részt.
- augusztus 31. – Bobby Fischer a Boris Szpasszkij elleni 21. sakk világbajnoki mérkőzésen szerzett győzelmével sakk világbajnok. (12,5:8,5)[25]
- Emerson Fittipaldi (Lotus) nyeri a Formula–1-es világbajnokságot, s ezzel az addigi legfiatalabb világbajnok. Ezt a rekordját csak 2005-ben dönti meg Fernando Alonso.
- A Újpesti Dózsa nyeri az NB1-et. Ez a klub 13. bajnoki címe.

### 1972 a televízióban
- Táncdalfesztivál, a nyertes Kovács Kati  Add már, Uram, az esőt!
- Jó estét nyár, jó estét szerelem

### 1972 a tudományban
- március 2. – Az USA elindítja a Pioneer–10 űrszondát a Naprendszer külső bolygóinak felkutatására.
- április 16. – április 27. Az Apollo–16 holdútja;
- december 7. – december 19. Az Apollo–17 holdútja;
- Elkészül az első Cray szuperszámítógép

### 1972 a vasúti közlekedésben
- október 30. – Közel félszáz halálos áldozattal járó Vasúti baleset Chicago elővárosában, az Egyesült Államokban.

### 1972 a zenében
- Kovács Kati Nemzetközi Fesztivált nyert Drezdában és Írországban első helyet ért el a Castlebar Song Contest nemzetközi hangverseny.

#### Fontosabb külföldi nagylemezek
- Black Sabbath: Black Sabbath Vol. 4
- Bee Gees: To Whom It May Concern
- Creedence Clearwater Revival: Mardi Gras
- Carole King: Rhymes & Reasons
- Cher: Foxy Lady
- Deep Purple: Machine Head és Made in Japan
- Emerson, Lake & Palmer: Pictures at an Exhibition és Trilogy
- Fleetwood Mac: Bare Trees
- Joe Cocker: Joe Cocker
- Elvis Presley: Elvis Now / He Touched Me
- The Beach Boys: Carl and the Passions: „So Tough”
- Ike & Tina Turner: Feel Good
- Genesis: Foxtrot
- Michael Jackson: Got to Be There / Ben
- Nancy Sinatra: Woman / Nancy & Lee Again
- The Jackson 5: Lookin' Through the Windows
- The Carpenters: A Song for You
- Jethro Tull: Thick as a Brick
- John Lennon és Yoko Ono: Some Time in New York City
- Pink Floyd: Obscured by Clouds
- REO Speedwagon: R.E.O./T.W.O.
- Ricchi e Poveri: Un diadema di successi
- Sonny & Cher: All I Ever Need Is You
- The Rolling Stones: Exile on Main St.
- Yes: Close to the Edge
- David Bowie: The Rise And Fall Of Ziggy Stardust And The Spiders From Mars

#### Fontosabb magyar nagylemezek
- Benkó Dixieland Band: I.
- Illés-együttes: Add a kezed
- Koncz Zsuzsa: Élünk és meghalunk
- Kovács Kati: Autogram helyett
- Korda György: Napfény kell a virágnak
- Locomotiv GT: Ringasd el magad
- Zalatnay Sarolta: Álmodj velem
- Omega: Élő Omega
- Syrius: Az ördög álarcosbálja
- Tolcsvay Trió: I.

## Születések
- január 2. – Taye Diggs, színész

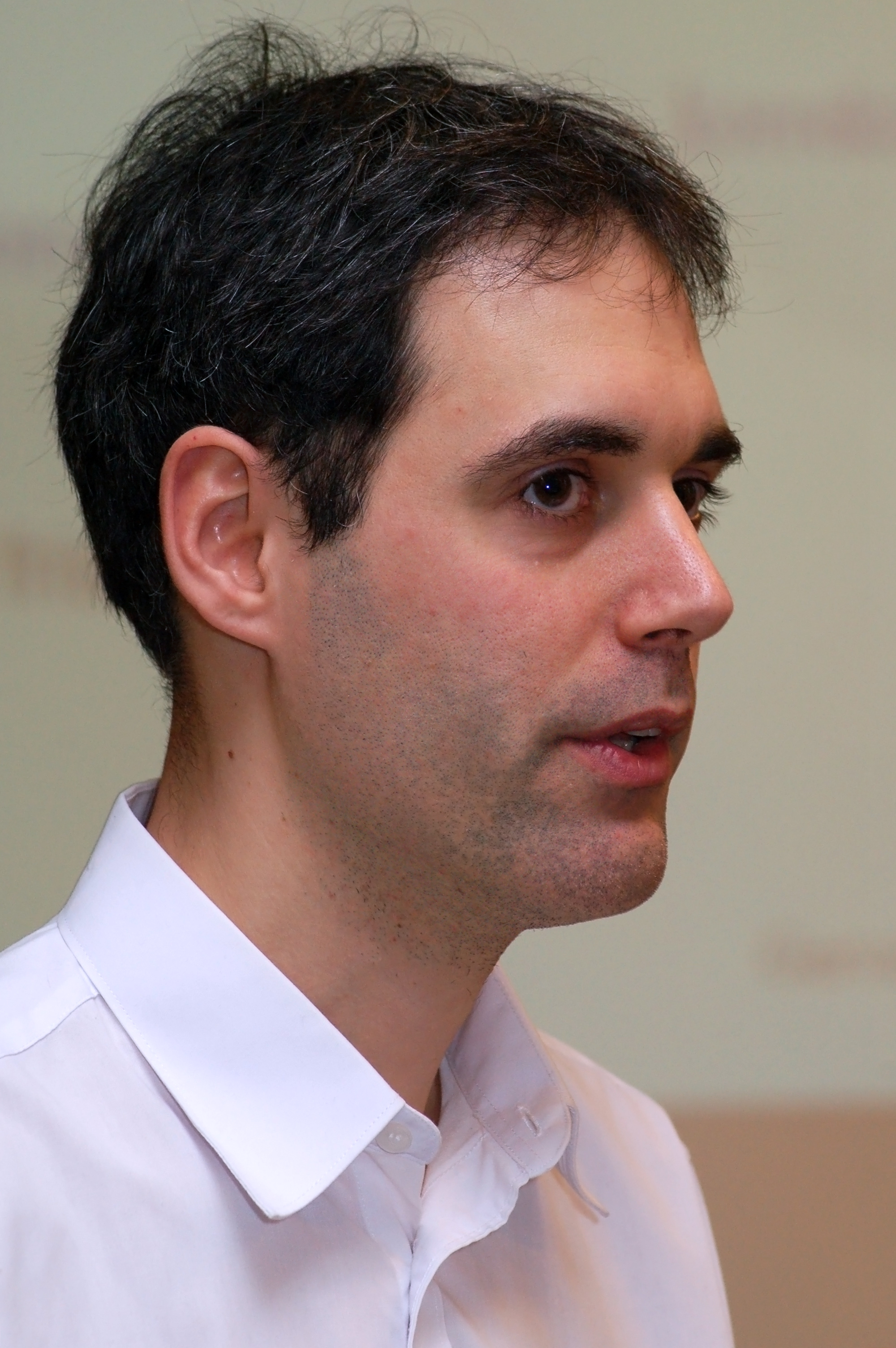
Gervai Péter

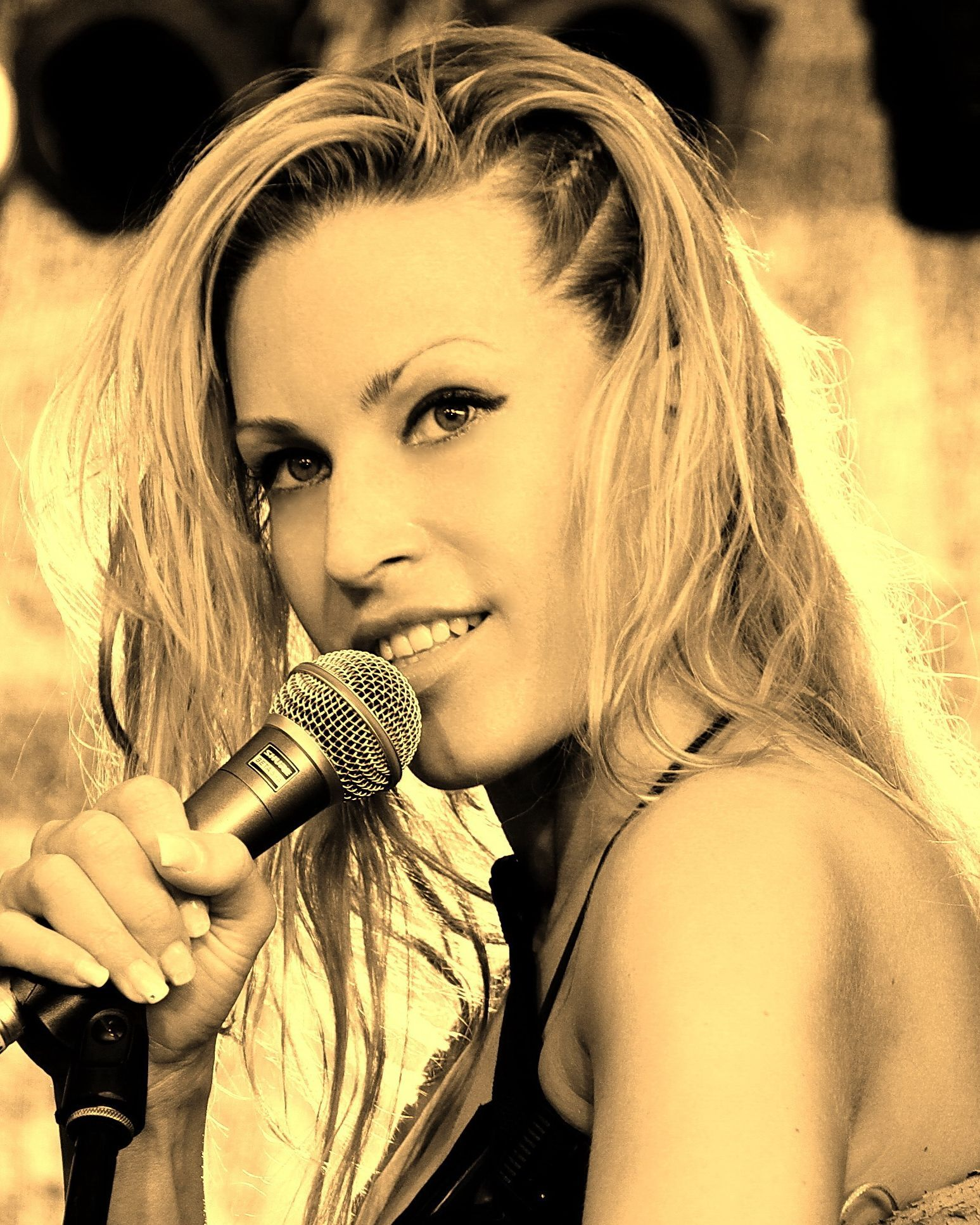
Pásztor Anna

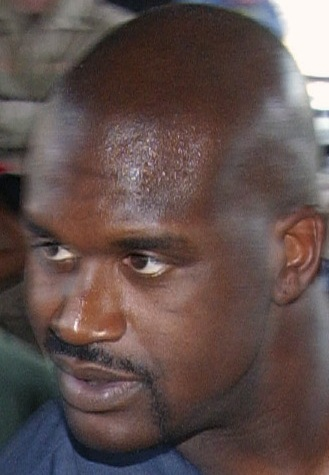
Shaquille O’Neal

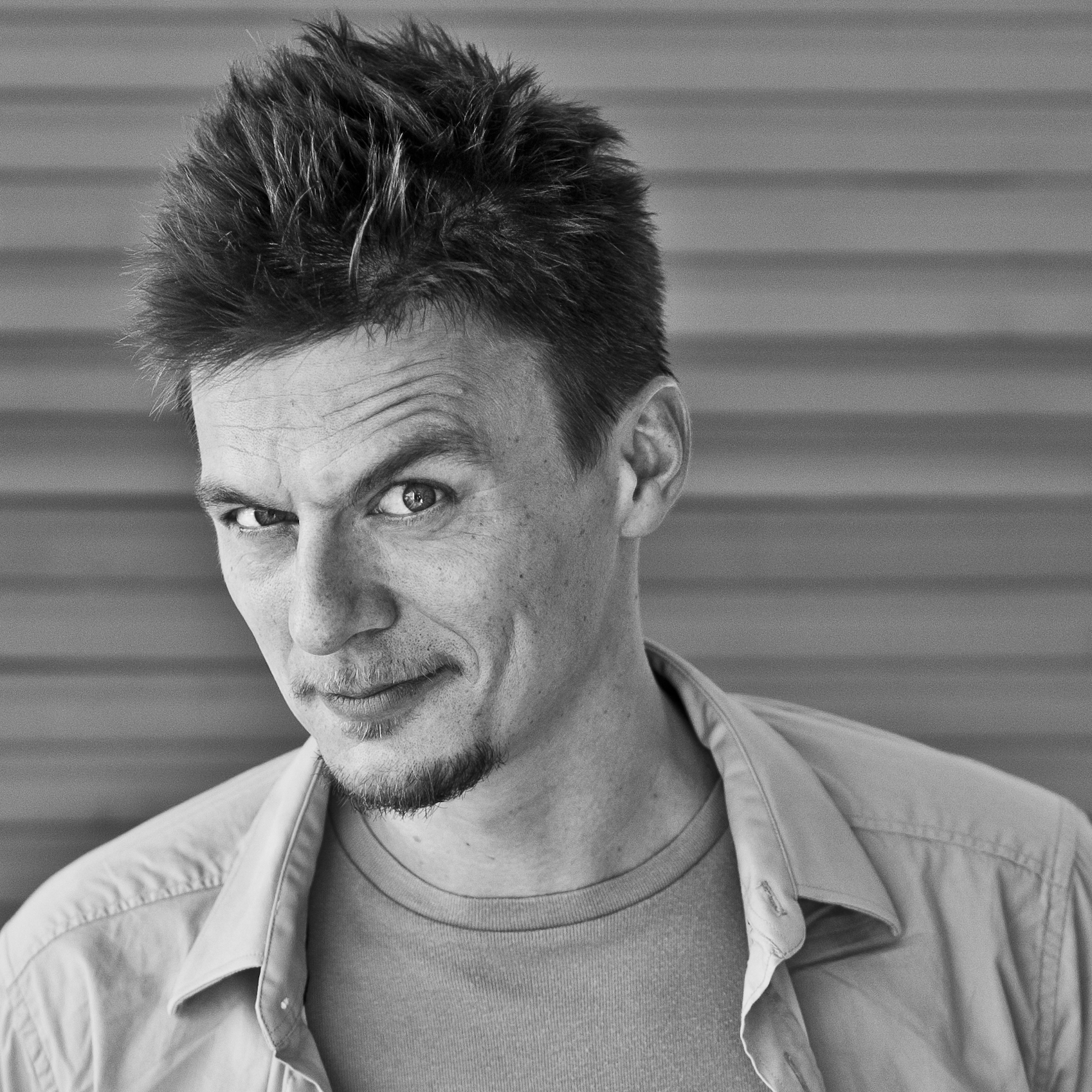
Baksa-Soós Attila

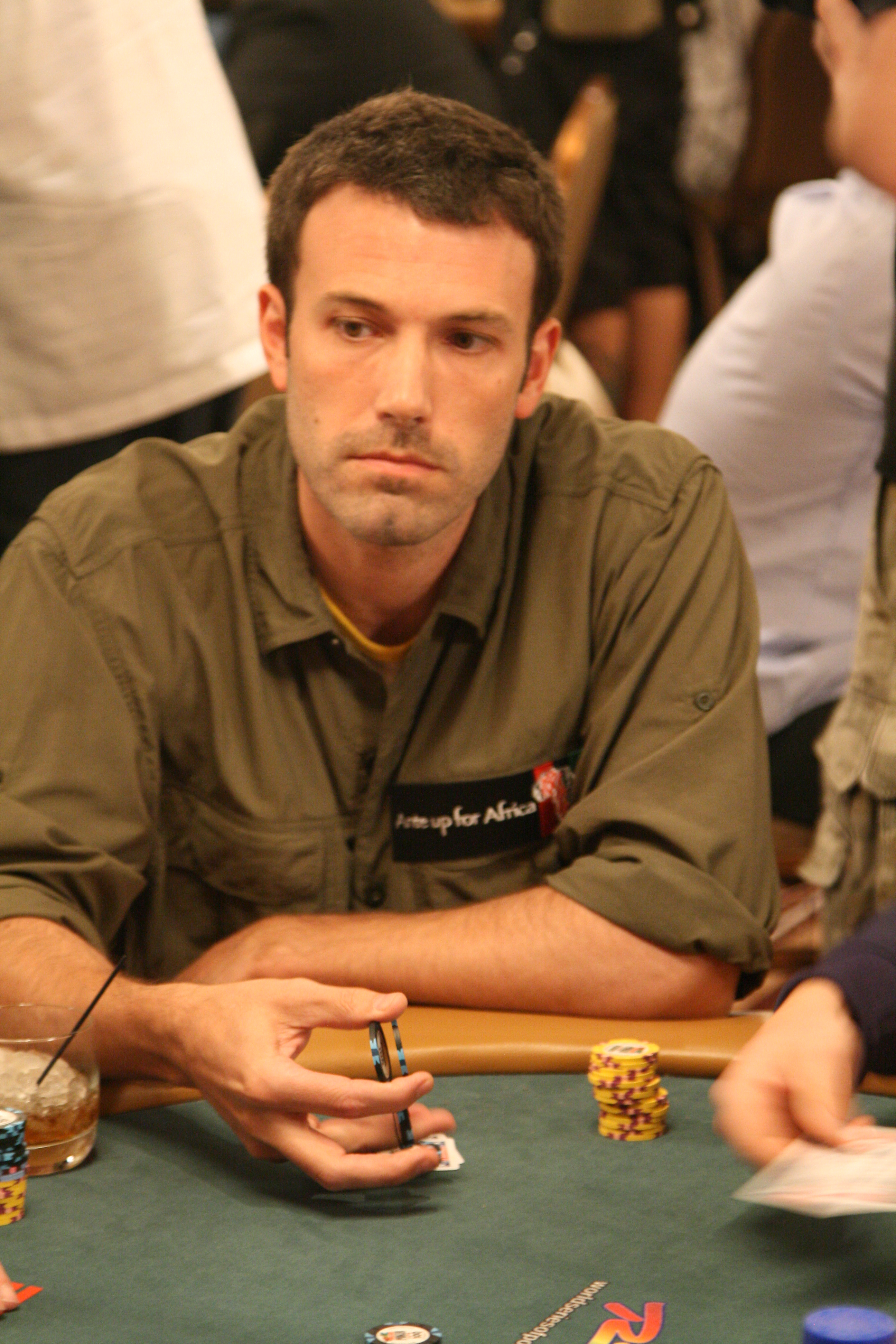
Ben Affleck

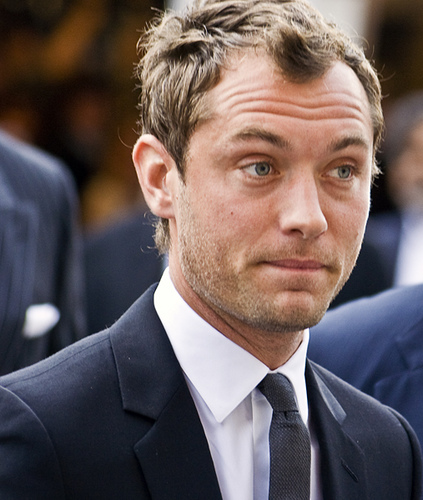
Jude Law

- január 7. – Gervai Péter, informatikus
- január 17. – Rafał Trzaskowski, lengyel politikus, Varsó főpolgármestere
- január 18. – Madarász Éva magyar színésznő, szinkronszínész
- január 19. – Drea de Matteo, amerikai színésznő
- január 25. – Chantal Andere, mexikói színésznő
- január 26. – Hajdu Szabolcs magyar filmrendező, forgatókönyvíró, színész
- január 29. – Rogán Antal, magyar politikus, polgármester, miniszter
- február 14. – Rob Thomas, amerikai énekes
- február 17.– Billie Joe Armstrong, amerikai zenész a Green Day frontembere
- február 29. – Antonio Sabàto Jr., olasz származású amerikai színész
- március 3. – Christian Oliver német színész, producer († 2024)
- március 6. – Shaquille O’Neal, amerikai kosárlabdázó, NBA-sztár
- március 9. – Kerr Smith, amerikai színész
- március 15. – Fonyó Barbara, énekesnő, színésznő
- március 15. – Christopher Williams, jamaicai atléta
- március 19. – Pindroch Csaba, Jászai Mari-díjas magyar színész
- március 20. – Kardos Edina klinikai szakpszichológus, az első magyar lovasterapeuták egyike
- március 31. – Facundo Arana, argentín színész
- április 7. – José Havier Hombrados, spanyol kézilabdázó
- április 13. – Trill Zsolt,  Kossuth- és Jászai Mari-díjas magyar színész
- április 19. – Galambos Attila, dráma- és dalszövegíró, műfordító, színész
- április 26. – Jermaine Spivey, amerikai kosárlabdázó
- május 1. – Gregor Bernadett, Jászai Mari-díjas magyar színésznő
- május 2. – Alec Empire, német zenész, a digital hardcore zenei műfaj megteremtője
- május 2. – Dwayne Johnson amerikai színész, testépítő és profi pankrátor.
- május 19. – Amanda De Cadenet, angol fényképész, színésznő, műsorvezető
- május 23. – Rubens Barrichello, brazil Formula–1-es versenyző
- május 24. – Baksa-Soós Attila, író, költő, zenész, építész
- június 2. − Wentworth Miller, amerikai színész, forgatókönyvíró
- június 4. – Kolonics György olimpiai- és világbajnok magyar kenus († 2008)
- június 7. – Karl Urban új-zélandi színész.
- június 8. – Hegedűs András újságíró
- június 10. – Knézy Jenő műsorvezető, sportriporter, televíziós kommentátor, kosárlabdázó
- június 14. – Michael Cade, amerikai színész
- június 19. – Robin Tunney amerikai színésznő
- június 23. – Selma Blair amerikai színésznő
- június 23. – Zinédine Zidane francia-algériai válogatott labdarúgó
- július 1. – Davit Bakradze, grúz politikus
- július 4. – Szabó T. Anna, magyar költő, műfordító
- július 11. – Michael Rosenbaum, amerikai színész
- július 12. –  Benedek Tibor, háromszoros olimpiai bajnok magyar vízilabdázó, edző († 2020)
- július 18. – Mérai Katalin magyar színésznő
- július 22. – Colin Ferguson, kanadai színész
- július 29. – Wil Wheaton, amerikai színész (a Star Trek: The Next Generation Wesley Crusherje)
- augusztus 3. – Marozsán Erika, színésznő
- augusztus 9. – Szalay Marianna magyar színésznő
- augusztus 15. – Ben Affleck, amerikai színész
- augusztus 26. – Pettik Ádám, zenész
- augusztus 30. – Cameron Diaz, színésznő
- augusztus 30. – Pavel Nedvěd, cseh labdarúgó
- szeptember 9. – Goran Višnjić, színész (Vészhelyzet: Kovac doktor)
- szeptember 11. – Krasimir Dunev, bolgár tornász
- szeptember 18. – Tabitha Tsatsa, zimbabwei atléta
- szeptember 20. – Victor Ponta, a román Szociáldemokrata Párt elnöke
- október 17. – Tarkan, török popénekes
- október 17. – Eminem, amerikai Hip Hop előadó
- október 27. – Santiago Botero, kolumbiai kerékpározó
- november 7. – Jason London amerikai színész, producer
- november 7. – Jeremy London amerikai színész, producer
- november 23. – Földváry Lóránt magyar építőmérnök
- november 26. – Pásztor Anna, színésznő, énekesnő (Anna and the Barbies)
- december 2. – Kálmánchelyi Zoltán rendező, színész
- december 9. – Tré Cool, zenész
- december 10. – Brian Molko, zenész
- december 19. – Alyssa Milano amerikai színésznő
- december 23. – Herczegh Sándor, marketing vezető, újságíró Rádió7
- december 23. – Christian Potenza, kanadai színész, rajzfilmrendező
- december 26. – Gryllus Dorka, színésznő
- december 26. – Varga Ferenc József, humorista
- december 27. – Juha Raivio finn zenész, a Trees of Eternity gitárosa
- december 29. – Jude Law, angol színész
- december 29. – Jaromír Blažek, cseh labdarúgó

## Halálozások
- január 1. – Maurice Chevalier francia színész, előadó (* 1888)
- január 7. – John Berryman(wd) amerikai költő (* 1914)
- január 24.
  - Bóbis Gyula olimpiai bajnok birkózó (* 1909)
  - Dino Buzzati olasz író (* 1906)
  - Kurzmayer Károly osztrák operatőr, rendező (* 1901)
- január 27. – Mahalia Jackson amerikai énekes (* 1911)
- február 28. – Barna Viktor huszonkétszeres világbajnok asztaliteniszező (* 1911)
- március 17. – Hajós György Kossuth-díjas matematikus (* 1912)
- március 27. – Maurits Cornelis Escher holland grafikusművész (* 1898)
- április 4. – Fenyő Miksa író (* 1877)
- április 10. – Piacsek András magyar állattenyésztő, szakpolitikus (* 1896)
- április 13. – Lénárd Sándor orvos, költő, író (* 1910)
- április 27. – Kwame Nkrumah afrikai politikus, a független Ghána első miniszterelnöke (* 1909)
- április 29. – Varga Gedeon kisgazdapárti politikus, országgyűlési képviselő (* 1894)
- május 19. – Mészáros Ferenc természetgyógyász (* 1897)
- május 22. – Széchy Károly hídépítő mérnök, egyetemi tanár, az MTA tagja (* 1903)
- június 13. – Békésy György, magyar származású Nobel-díjas biofizikus (* 1899)
- július 13. – Kónya Lajos író, költő (* 1914)
- július 22. – Diószegi Vilmos néprajzkutató, orientalista (* 1923)
- július 28. – Gaál Sándor magyar fizikus (* 1885)
- július 30. – Kóczán Mór olimpiai bronzérmes gerelyhajító, református lelkész (* 1885)
- augusztus 11. – Max Theiler, dél-afrikai származású amerikai orvos és virológus, akit 1951-ben orvostudományi Nobel-díjjal tüntettek ki a sárgaláznak és leküzdésének a kutatásáért (* 1899)
- szeptember 2. – Némethy Vilmos magyar ügyvéd, közjegyző, lapkiadó, kisgazdapárti országgyűlési képviselő (* 1887)
- szeptember 11. – Hunyadi Buzás Endre főjegyző, országgyűlési képviselő (* 1895)
- szeptember 16. – Náray-Szabó István vegyész, az MTA levelező tagja (* 1899)
- október 8. – Gózon Gyula színművész (* 1885)
- október 10. – Végh Dezső grafikus, festő (* 1897)
- október 18. – Julesz Miklós orvos, belgyógyász, endokrinológus, az MTA tagja (* 1904)
- november 16. – Goldoványi Béla olimpiai bronzérmes, Európa-bajnok atléta (* 1925)
- november 21. – Fonó Albert Kossuth-díjas magyar gépészmérnök, a torló-sugárhajtómű feltalálója, az MTA levelező tagja (* 1881)
- november 22. – Ungár Imre Kossuth- és Liszt Ferenc-díjas zongoraművész, pedagógus (* 1909)
- november 23. – Gräfl Ödön úszó, vízilabdázó, sportvezető (* 1877)
- december 12. – Kondor Béla kétszeres Munkácsy Mihály-díjas magyar festőművész, grafikus (* 1931)
- december 16. – Ferdinand Čatloš szlovák katonatiszt, vezérkari főnök (* 1895)
- december 26. – Domján Edit színművész (* 1932)
- december 27. – Bodor Márton magyar géplakatos, országgyűlési képviselő (* 1887)
- december 28. – Zsidó Sándor magyar ügyvéd, országgyűlési képviselő (* 1897)

## Nobel-díjak
| Fizikai            | John Bardeen elektromérnök, Leon Neil Cooper fizikus, John Robert Schrieffer elektromérnök (mindhárman amerikaiak) – a szupravezetés elmélet alapjainak lefektetéséért |
| Kémiai             | Christian Anfinsen, Stanford Moore, William H. Stein amerikai kémikusok – a ribonukleinsav és az aminosavak öröklésre gyakorolt hatásainak elméletéért                 |
| Orvosi-fiziológiai | Gerald M. Edelman amerikai orvos, Rodney Robert Porter angol biokémikus – az immunrendszerrel kapcsolatos felfedezéseikért                                             |
| Irodalmi           | Heinrich Böll német író |
| Béke               | nem adták ki |
| Közgazdasági       | John Hicks angol, Kenneth Arrow amerikai matematikusok |